# Hildegard Schwigon
Hildegard Schwigon (* 26. Mai 1930 in Stuttgart; † 11. April 1989 ebenda) war eine deutsche Politikerin (CDU). Sie war Mitglied im baden-württembergischen Landtag von 1976 bis 1980.

## Leben
Hildegard Schwigon besuchte das Gymnasium und anschließend eine Hauswirtschaftsschule. Anschließend arbeitete sie beim Sozial- und Jugendamt der Stadt Stuttgart. Nach ihrer Heirat kümmerte sie sich um die Familie und half im Ingenieurbüro ihres Mannes mit. Sie war Mitglied im Deutschen Kinderschutzbund und verantwortlich für die Aktion Kind im Krankenhaus in Baden-Württemberg.

## Politische Tätigkeit
Zu Beginn der 1970er Jahre wurde sie CDU-Mitglied und Vorsitzende der Kreisfrauenvereinigung Stuttgart, Mitglied des Kreisvorstands Stuttgart und Bezirksbeirätin in Stuttgart-Vaihingen.
1976 wurde sie im Wahlkreis Stuttgart II in den baden-württembergischen Landtag gewählt. Ihr Schwerpunkt lag in der Sozialpolitik. 1980 musste sie ihren Wahlkreis an Gerhard Mayer-Vorfelder abtreten. Als man sie als Frauenbeauftragte für Baden-Württemberg vorschlug, lehnte sie ab mit den Worten: „Zuerst schmeißt man die Frauen raus aus den Parlamenten und dann kommt sowas.“